# Лісівська сільська рада (Андрушівський район)
Лісівська сільська рада (до 1946 року — Лясівська сільська рада) — колишня адміністративно-територіальна одиниця та орган місцевого самоврядування в Андрушівському районі Бердичівської округи, Київської й Житомирської областей Української РСР з адміністративним центром у селі Лісівка.

## Населені пункти
Сільській раді на час ліквідації були підпорядковані населені пункти:
- с. Лісівка
- с. Тарасівка

## Населення
Відповідно до перепису населення СРСР, станом на 17 грудня 1926 року, чисельність населення ради становила 1 017 осіб, з них, за статтю: чоловіків — 469, жінок — 548; етнічний склад: українців — 956, євреїв — 4, поляків — 50, інші — 7. Кількість господарств — 230, з них, несільського типу — 12.

## Історія та адміністративний устрій
Створена 17 грудня 1925 року, як Лясівська сільська рада, відповідно до рішення Бердичівської ОАТК, в с. Лясівка Гардишівської сільської ради Андрушівського району Бердичівської округи. 7 червня 1946 року перейменована в Лісівську через перейменування центру сільської ради на с. Лісівка.
Станом на 1 вересня 1946 року сільська рада входила до складу Андрушівського району Житомирської області, на обліку в раді перебувало с. Лісівка.
29 березня 1955 року, відповідно до рішення Житомирського облвиконкому № 357 «Про перечислення села Тарасівка Зарубинецької сільської ради до складу Лісівської сільської ради Андрушівського району», до складу ради передане с. Тарасівка Зарубинецької сільської ради Андрушівського району.
Ліквідована 5 березня 1959 року, відповідно до рішення Житомирського облвиконкому № 161 «Про ліквідацію та зміну адміністративно-територіального поділу окремих сільських рад області», територію та населені пункти приєднано до складу Зарубинецької сільської ради Андрушівського району Житомирської області.